# 韩家园站
韩家园站，位于中华人民共和国黑龙江省大兴安岭地区呼玛县，是塔韩铁路上的终点站，由哈尔滨铁路局加格达奇车务段管辖。曾经开行本站和加格达奇之间的4059/4060次旅客列车，现已停运。